# Lycée franco-libanais Nahr Ibrahim
Le Lycée franco-libanais Nahr Ibrahim ou Lycée franco-libanais Mlf Nahr-Ibrahim - Al Maayssra Jounieh (en arabe : الليسيه الفرنسية اللبنانية) est un établissement d'enseignement français à l'étranger, créé(e) en 1992,, et situé à Al Maayssra, au Liban. Conventionné avec l'AEFE, il propose un enseignement plurilingue et interculturel à quelque 1 100 élèves, de la petite section de maternelle à la terminale, et fait partie du réseau mlfmonde de la Mission laïque française (Mlf).

## Histoire et présentation
Ce lycée fut d’abord l'annexe du Grand Lycée franco-libanais de Beyrouth et possèdait un campus sur le territoire de la ville de Kfar Hbab. Le Lycée Nahr Ibrahim s'installe sur le site actuel en 1992, date à laquelle il est en chantier . 
Le lycée surplombe le Nahr Ibrahim (Fleuve d'Abraham), aussi connu sous le nom de fleuve d'Adonis et tire donc son nom du cours d'eau.En 1993, les classes de maternelle et d'élémentaire font leur première rentrée. En 1994, c'est au tour des élèves du collège et du lycée. L'établissement compte alors 1 236 élèves. 
Il n’acquiert son autonomie qu’en 1996, date à laquelle le premier proviseur est nommé. 
L'établissement est cosmopolite. Il compte ainsi environ 1 100 élèves (1 078 élèves dont 531 filles et 547 garçons) pour l'année scolaire 2021-2022. Les élèves sont majoritairement de nationalité libanaise mais aussi de 14 nationalités différentes (française, américaine, grecque, ukrainienne, italienne, béninoise, brésilienne, britannique, nigérienne, vietnamienne, vanuataise et vénézuélienne). 
Le lycée prépare les élèves aux brevets des collèges français et libanais ainsi qu'aux  baccalauréats français et libanais et suit les programmes officiels du ministère de l'Éducation nationale français.
En 2013, le lycée a scolarisé près de 200 enfants de réfugiés syriens.
En 2023, le Lycée Nahr Ibrahim fêtera ses 30 ans d'existence. 

## Résultats aux examens officiels 2021
Brevets libanais et français : 100%
Baccalauréat français : 100%